# Винсент Гало
Винсент Гало (енгл. Vincent Gallo; рођен Буфало, 11. април 1961), амерички је позоришни, филмски и ТВ глумац, филмски стваралац и музичар. Освојио је неколико признања, укључујући Волпи куп за најбољег глумца, а био је номинован и за још многе, укључујући Златну палму, Златног лава и Бронзаног коња.
Неки од филмова по којима је познат су Аризона Дрим, Мафијашка сахрана, Бафало '66 и Смеђи зека.